# Vanault-les-Dames
Vanault-les-Dames és un municipi francès, situat al departament del Marne i a la regió del Gran Est. L'any 2007 tenia 349 habitants.

## Demografia

### Població
El 2007 la població de fet de Vanault-les-Dames era de 349 persones. Hi havia 156 famílies, de les quals 52 eren unipersonals (16 homes vivint sols i 36 dones vivint soles), 40 parelles sense fills, 44 parelles amb fills i 20 famílies monoparentals amb fills.
La població ha evolucionat segons el següent gràfic:
Habitants censats

### Habitatges
El 2007 hi havia 173 habitatges, 157 eren l'habitatge principal de la família, 3 eren segones residències i 12 estaven desocupats. 128 eren cases i 44 eren apartaments. Dels 157 habitatges principals, 95 estaven ocupats pels seus propietaris, 50 estaven llogats i ocupats pels llogaters i 12 estaven cedits a títol gratuït; 20 tenien una cambra, 5 en tenien dues, 12 en tenien tres, 34 en tenien quatre i 87 en tenien cinc o més. 104 habitatges disposaven pel capbaix d'una plaça de pàrquing. A 77 habitatges hi havia un automòbil i a 51 n'hi havia dos o més.

### Piràmide de població
La piràmide de població per edats i sexe el 2009 era:
| Homes | Edats   | Dones |
| ----- | ------- | ----- |
| 0     | 95 o +  | 0     |
| 0     | 90 a 94 | 8     |
| 0     | 85 a 89 | 0     |
| 0     | 80 a 84 | 0     |
| 4     | 75 a 79 | 12    |
| 8     | 70 a 74 | 8     |
| 8     | 65 a 69 | 4     |
| 8     | 60 a 64 | 16    |
| 0     | 55 a 59 | 8     |
| 12    | 50 a 54 | 8     |
| 12    | 45 a 49 | 16    |
| 8     | 40 a 44 | 4     |
| 12    | 35 a 39 | 16    |
| 8     | 30 a 34 | 4     |
| 16    | 25 a 29 | 16    |
| 16    | 20 a 24 | 8     |
| 12    | 15 a 19 | 8     |
| 8     | 10 a 14 | 4     |
| 4     | 5 a 9   | 4     |
| 8     | 0 a 4   | 12    |

## Economia
El 2007 la població en edat de treballar era de 203 persones, 153 eren actives i 50 eren inactives. De les 153 persones actives 138 estaven ocupades (81 homes i 57 dones) i 15 estaven aturades (5 homes i 10 dones). De les 50 persones inactives 10 estaven jubilades, 19 estaven estudiant i 21 estaven classificades com a «altres inactius».

### Ingressos
El 2009 a Vanault-les-Dames hi havia 162 unitats fiscals que integraven 379 persones, la mediana anual d'ingressos fiscals per persona era de 17.351 €.

### Activitats econòmiques
Dels 20 establiments que hi havia el 2007, 1 era d'una empresa extractiva, 2 d'empreses alimentàries, 2 d'empreses de construcció, 6 d'empreses de comerç i reparació d'automòbils, 1 d'una empresa d'hostatgeria i restauració, 1 d'una empresa financera, 2 d'empreses de serveis, 3 d'entitats de l'administració pública i 2 d'empreses classificades com a «altres activitats de serveis».
Dels 4 establiments de servei als particulars que hi havia el 2009, 1 era una gendarmeria, 1 lampisteria, 1 electricista i 1 perruqueria.
Dels 2 establiments comercials que hi havia el 2009, 1 era una botiga de menys de 120 m² i 1 una peixateria.
L'any 2000 a Vanault-les-Dames hi havia 12 explotacions agrícoles que ocupaven un total de 1.112 hectàrees.

## Equipaments sanitaris i escolars
L'únic equipament sanitari que hi havia el 2009 era una farmàcia.
El 2009 hi havia una escola elemental.

## Poblacions més properes
El següent diagrama mostra les poblacions més properes.